# Dusona macrofovea
Dusona macrofovea là một loài tò vò trong họ Ichneumonidae.